# 2024-es IIHF divízió II-es jégkorong-világbajnokság
A 2024-es IIHF divízió II-es jégkorong-világbajnokság A csoportjának mérkőzéseit Belgrádban, Szerbiában rendezték április 21. és 27. között. A B csoport mérkőzéseit Szófiában, Bulgáriábanban rendezték április 22. és 28. között.

## A csoport

### Résztvevők
| Csapat                  | Kvalifikáció                                                 |
| ----------------------- | ------------------------------------------------------------ |
| Szerbia                 | Rendező, a 2023-as divízió I/B 6. helyén végzett és kiesett. |
| Horvátország            | A 2023-as divízió II/A 3. helyén végzett.                    |
| Ausztrália              | A 2023-as divízió II/A 4. helyén végzett.                    |
| Izrael                  | A 2023-as divízió II/A 5. helyén végzett.                    |
| Izland                  | A 2023-as divízió II/A 6. helyén végzett.                    |
| Egyesült Arab Emírségek | A 2023-as divízió II/B 1. helyén végzett és feljutott.       |

### Tabella
| Hely. | Csapat                  | M | Gy | HGy | HV | V | G+ | G– | Gk  | P  | Feljutás vagy kiesés       |
| ----- | ----------------------- | - | -- | --- | -- | - | -- | -- | --- | -- | -------------------------- |
| 1.    | Horvátország            | 5 | 5  | 0   | 0  | 0 | 26 | 6  | +20 | 15 | Feljutott a divízió I/B-be |
| 2.    | Szerbia (R)             | 5 | 4  | 0   | 0  | 1 | 23 | 11 | +12 | 12 |                            |
| 3.    | Egyesült Arab Emírségek | 5 | 3  | 0   | 0  | 2 | 25 | 21 | +4  | 9  |                            |
| 4.    | Izrael                  | 5 | 1  | 1   | 0  | 3 | 17 | 26 | −9  | 5  |                            |
| 5.    | Ausztrália              | 5 | 1  | 0   | 1  | 3 | 15 | 19 | −4  | 4  |                            |
| 6.    | Izland                  | 5 | 0  | 0   | 0  | 5 | 11 | 34 | −23 | 0  | Kiesett a divízió II B-be  |

### Mérkőzések
A mérkőzések kezdési időpontjai helyi idő szerint (UTC+2) értendők.
| 2024. április 21. 12:30 | Horvátország | 11–2 (4–0, 4–2, 3–0) | Izland | Pionir Jégcsarnok, Belgrád Nézőszám: 25 |

| Jegyzőkönyv | Jegyzőkönyv    | Jegyzőkönyv                                | Jegyzőkönyv       | Jegyzőkönyv                                                            |
| --- | -------------- | ------------------------------------------ | ----------------- | ---------------------------------------------------------------------- |
| | Vilim Rosandić | Kapusok                                    | Jóhann Ragnarsson | Játékvezető: Nicolas Crégut Vonalbírók: Nicholas Albinati David Perduv |
| \| Marinković (Dobrić, Čanić) (PP) – 03:12 \| 1–0 \| \| \| Jarčov (Janković, V. Idžan) – 09:53 \| 2–0 \| \| \| V. Idžan (Janković) – 16:13 \| 3–0 \| \| \| Jarčov (SH) – 19:12 \| 4–0 \| \| \| Jarčov (Katić) – 20:33 \| 5–0 \| \| \| Katić (Marinković, B. Idžan) – 24:39 \| 6–0 \| \| \| \| 6–1 \| 26:48 – Leifsson (Mikaelsson, Jóhannesson) \| \| \| 6–2 \| 30:22 – Hlynsson (Sverrisson) (SH) \| \| Dimitrijević (Završki, Vedlin) – 35:03 \| 7–2 \| \| \| Jarčov (V. Idžan, Rosandić) (PP) – 36:54 \| 8–2 \| \| \| Janković (B. Idžan, Katić) – 50:35 \| 9–2 \| \| \| B. Idžan (Čanić, Šimunković) (PP) – 56:00 \| 10–2 \| \| \| B. Idžan (Slovinac, Jarčov) – 59:53 \| 11–2 \| \| |                |                                            |                   | Játékvezető: Nicolas Crégut Vonalbírók: Nicholas Albinati David Perduv |
| 12 perc | Büntetések     | 8 perc                                     |                   | Játékvezető: Nicolas Crégut Vonalbírók: Nicholas Albinati David Perduv |
| 37 | Lövések        | 25                                         |                   | Játékvezető: Nicolas Crégut Vonalbírók: Nicholas Albinati David Perduv |
| Marinković (Dobrić, Čanić) (PP) – 03:12 | 1–0            |                                            |                   | Játékvezető: Nicolas Crégut Vonalbírók: Nicholas Albinati David Perduv |
| Jarčov (Janković, V. Idžan) – 09:53 | 2–0            |                                            |                   | Játékvezető: Nicolas Crégut Vonalbírók: Nicholas Albinati David Perduv |
| V. Idžan (Janković) – 16:13 | 3–0            |                                            |                   | Játékvezető: Nicolas Crégut Vonalbírók: Nicholas Albinati David Perduv |
| Jarčov (SH) – 19:12 | 4–0            |                                            |                   |                                                                        |
| Jarčov (Katić) – 20:33 | 5–0            |                                            |                   |                                                                        |
| Katić (Marinković, B. Idžan) – 24:39 | 6–0            |                                            |                   |                                                                        |
| | 6–1            | 26:48 – Leifsson (Mikaelsson, Jóhannesson) |                   |                                                                        |
| | 6–2            | 30:22 – Hlynsson (Sverrisson) (SH)         |                   |                                                                        |
| Dimitrijević (Završki, Vedlin) – 35:03 | 7–2            |                                            |                   |                                                                        |
| Jarčov (V. Idžan, Rosandić) (PP) – 36:54 | 8–2            |                                            |                   |                                                                        |
| Janković (B. Idžan, Katić) – 50:35 | 9–2            |                                            |                   |                                                                        |
| B. Idžan (Čanić, Šimunković) (PP) – 56:00 | 10–2           |                                            |                   |                                                                        |
| B. Idžan (Slovinac, Jarčov) – 59:53 | 11–2           |                                            |                   |                                                                        |

| 2024. április 21. 16:00 | Egyesült Arab Emírségek | 10–6 (2–2, 4–1, 4–3) | Izrael | Pionir Jégcsarnok, Belgrád Nézőszám: 40 |

| Jegyzőkönyv | Jegyzőkönyv        | Jegyzőkönyv                                   | Jegyzőkönyv               | Jegyzőkönyv                                                                |
| --- | ------------------ | --------------------------------------------- | ------------------------- | -------------------------------------------------------------------------- |
| | Maksim Rashchupkin | Kapusok                                       | Maksim Kaliaev Nir Tichon | Játékvezető: Bartosz Kaczmarek Vonalbírók: Patrick Dapuzzo Uroš Mladenović |
| \| Likhachev (Klavdiev, Remess) – 03:00 \| 1–0 \| \| \| \| 1–1 \| 06:19 – Mazour (D. Levin, Kozhevnikov) (PP) \| \| \| 1–2 \| 13:13 – Polozov (M. Levin, D. Levin) (PP) \| \| Likhachev (Badegyev, Shapavalau) (PP) – 19:53 \| 2–2 \| \| \| Vukoja (Salvasser) – 22:11 \| 3–2 \| \| \| \| 3–3 \| 29:36 – D. Levin (M. Levin, Kozhevnikov) (PP) \| \| Klavdiev (Likhachev) – 30:11 \| 4–3 \| \| \| Chuikov (Likhachev, Remess) – 35:50 \| 5–3 \| \| \| Kuznetsov (Chuikov) – 37:13 \| 6–3 \| \| \| \| 6–4 \| 40:25 – Polozov (D. Levin, Kozhevnikov) \| \| \| 6–5 \| 43:37 – Mazour \| \| Klavdiev (Kuznetsov, Likhachev) – 44:56 \| 7–5 \| \| \| Vukoja (Shapavalau, Salvasser) – 45:37 \| 8–5 \| \| \| Chuikov (Klavdiev, Likhachev) (PP) – 51:50 \| 9–5 \| \| \| \| 9–6 \| 56:48 – Milner (Turner) \| \| Likhachev (Shapavalau) – 59:11 \| 10–6 \| \| |                    |                                               |                           | Játékvezető: Bartosz Kaczmarek Vonalbírók: Patrick Dapuzzo Uroš Mladenović |
| 8 perc | Büntetések         | 8 perc                                        |                           | Játékvezető: Bartosz Kaczmarek Vonalbírók: Patrick Dapuzzo Uroš Mladenović |
| 34 | Lövések            | 38                                            |                           | Játékvezető: Bartosz Kaczmarek Vonalbírók: Patrick Dapuzzo Uroš Mladenović |
| Likhachev (Klavdiev, Remess) – 03:00 | 1–0                |                                               |                           | Játékvezető: Bartosz Kaczmarek Vonalbírók: Patrick Dapuzzo Uroš Mladenović |
| | 1–1                | 06:19 – Mazour (D. Levin, Kozhevnikov) (PP)   |                           | Játékvezető: Bartosz Kaczmarek Vonalbírók: Patrick Dapuzzo Uroš Mladenović |
| | 1–2                | 13:13 – Polozov (M. Levin, D. Levin) (PP)     |                           | Játékvezető: Bartosz Kaczmarek Vonalbírók: Patrick Dapuzzo Uroš Mladenović |
| Likhachev (Badegyev, Shapavalau) (PP) – 19:53 | 2–2                |                                               |                           |                                                                            |
| Vukoja (Salvasser) – 22:11 | 3–2                |                                               |                           |                                                                            |
| | 3–3                | 29:36 – D. Levin (M. Levin, Kozhevnikov) (PP) |                           |                                                                            |
| Klavdiev (Likhachev) – 30:11 | 4–3                |                                               |                           |                                                                            |
| Chuikov (Likhachev, Remess) – 35:50 | 5–3                |                                               |                           |                                                                            |
| Kuznetsov (Chuikov) – 37:13 | 6–3                |                                               |                           |                                                                            |
| | 6–4                | 40:25 – Polozov (D. Levin, Kozhevnikov)       |                           |                                                                            |
| | 6–5                | 43:37 – Mazour                                |                           |                                                                            |
| Klavdiev (Kuznetsov, Likhachev) – 44:56 | 7–5                |                                               |                           |                                                                            |
| Vukoja (Shapavalau, Salvasser) – 45:37 | 8–5                |                                               |                           |                                                                            |
| Chuikov (Klavdiev, Likhachev) (PP) – 51:50 | 9–5                |                                               |                           |                                                                            |
| | 9–6                | 56:48 – Milner (Turner)                       |                           |                                                                            |
| Likhachev (Shapavalau) – 59:11 | 10–6               |                                               |                           |                                                                            |

| 2024. április 21. 19:30 | Ausztrália | 2–4 (1–1, 1–2, 0–1) | Szerbia | Pionir Jégcsarnok, Belgrád Nézőszám: 346 |

| Jegyzőkönyv | Jegyzőkönyv     | Jegyzőkönyv                              | Jegyzőkönyv       | Jegyzőkönyv                                                                |
| --- | --------------- | ---------------------------------------- | ----------------- | -------------------------------------------------------------------------- |
| | Aleksi Toivonen | Kapusok                                  | Arsenije Ranković | Játékvezető: Marcus Wannerstedt Vonalbírók: Krešimir Polašek Marko Saković |
| \| Ruck (Webster, Kyros) – 04:44 \| 1–0 \| \| \| \| 1–1 \| 15:26 – Dragović (Đumić, Podunavac) \| \| Kennedy (Virjassov, Todd) – 20:37 \| 2–1 \| \| \| \| 2–2 \| 23:42 – M. Popović (Anić) \| \| \| 2–3 \| 33:45 – Đumić (Podunavac, Dragović) (PP) \| \| \| 2–4 \| 53:44 – Đumić (Dragović) \| |                 |                                          |                   | Játékvezető: Marcus Wannerstedt Vonalbírók: Krešimir Polašek Marko Saković |
| 12 perc | Büntetések      | 6 perc                                   |                   | Játékvezető: Marcus Wannerstedt Vonalbírók: Krešimir Polašek Marko Saković |
| 18 | Lövések         | 31                                       |                   | Játékvezető: Marcus Wannerstedt Vonalbírók: Krešimir Polašek Marko Saković |
| Ruck (Webster, Kyros) – 04:44 | 1–0             |                                          |                   | Játékvezető: Marcus Wannerstedt Vonalbírók: Krešimir Polašek Marko Saković |
| | 1–1             | 15:26 – Dragović (Đumić, Podunavac)      |                   | Játékvezető: Marcus Wannerstedt Vonalbírók: Krešimir Polašek Marko Saković |
| Kennedy (Virjassov, Todd) – 20:37 | 2–1             |                                          |                   | Játékvezető: Marcus Wannerstedt Vonalbírók: Krešimir Polašek Marko Saković |
| | 2–2             | 23:42 – M. Popović (Anić)                |                   |                                                                            |
| | 2–3             | 33:45 – Đumić (Podunavac, Dragović) (PP) |                   |                                                                            |
| | 2–4             | 53:44 – Đumić (Dragović)                 |                   |                                                                            |

| 2024. április 22. 12:30 | Izland | 2–7 (1–1, 1–6, 0–0) | Egyesült Arab Emírségek | Pionir Jégcsarnok, Belgrád Nézőszám: 20 |

| Jegyzőkönyv | Jegyzőkönyv       | Jegyzőkönyv                                | Jegyzőkönyv        | Jegyzőkönyv                                                            |
| --- | ----------------- | ------------------------------------------ | ------------------ | ---------------------------------------------------------------------- |
| | Jakob Jóhannesson | Kapusok                                    | Maksim Rashchupkin | Játékvezető: Stef Oosterling Vonalbírók: David Perduv Krešimir Polašek |
| \| Arnarsson (Eggertsson) – 03:42 \| 1–0 \| \| \| \| 1–1 \| 19:06 – Klavdiev (Likhachev, Chuikov) \| \| \| 1–2 \| 21:23 – Kuznetsov (Remess, Salvasser) (PP) \| \| \| 1–3 \| 21:53 – Kuznetsov (Salvasser) \| \| \| 1–4 \| 29:08 – Klavdiev (Kuznetsov) (SH) \| \| \| 1–5 \| 31:18 – Likhachev (Klavdiev) (PP) \| \| \| 1–6 \| 35:32 – Ramseyer (Vukoja) \| \| Arason (Rúnarsson, Blöndal) – 38:17 \| 2–6 \| \| \| \| 2–7 \| 39:41 – Chuikov (Klavdiev) \| |                   |                                            |                    | Játékvezető: Stef Oosterling Vonalbírók: David Perduv Krešimir Polašek |
| 6 perc | Büntetések        | 13 perc                                    |                    | Játékvezető: Stef Oosterling Vonalbírók: David Perduv Krešimir Polašek |
| 31 | Lövések           | 27                                         |                    | Játékvezető: Stef Oosterling Vonalbírók: David Perduv Krešimir Polašek |
| Arnarsson (Eggertsson) – 03:42 | 1–0               |                                            |                    | Játékvezető: Stef Oosterling Vonalbírók: David Perduv Krešimir Polašek |
| | 1–1               | 19:06 – Klavdiev (Likhachev, Chuikov)      |                    | Játékvezető: Stef Oosterling Vonalbírók: David Perduv Krešimir Polašek |
| | 1–2               | 21:23 – Kuznetsov (Remess, Salvasser) (PP) |                    | Játékvezető: Stef Oosterling Vonalbírók: David Perduv Krešimir Polašek |
| | 1–3               | 21:53 – Kuznetsov (Salvasser)              |                    |                                                                        |
| | 1–4               | 29:08 – Klavdiev (Kuznetsov) (SH)          |                    |                                                                        |
| | 1–5               | 31:18 – Likhachev (Klavdiev) (PP)          |                    |                                                                        |
| | 1–6               | 35:32 – Ramseyer (Vukoja)                  |                    |                                                                        |
| Arason (Rúnarsson, Blöndal) – 38:17 | 2–6               |                                            |                    |                                                                        |
| | 2–7               | 39:41 – Chuikov (Klavdiev)                 |                    |                                                                        |

| 2024. április 22. 16:00 | Horvátország | 3–2 (0–1, 2–1, 1–0) | Ausztrália | Pionir Jégcsarnok, Belgrád Nézőszám: 25 |

| Jegyzőkönyv | Jegyzőkönyv    | Jegyzőkönyv                            | Jegyzőkönyv     | Jegyzőkönyv                                                               |
| --- | -------------- | -------------------------------------- | --------------- | ------------------------------------------------------------------------- |
| | Vilim Rosandić | Kapusok                                | Aleksi Toivonen | Játékvezető: Nicolas Crégut Vonalbírók: Nicholas Albinati Uroš Mladenović |
| \| \| 0–1 \| 11:00 – B. Kubara (Kyros, Webster) \| \| \| 0–2 \| 27:03 – C. Kubara (Caruana, T. Kubara) \| \| Kašparek (Završki, Dobrić) – 27:36 \| 1–2 \| \| \| Jarčov (Dobrić, V. Idžan) (PP) – 34:46 \| 2–2 \| \| \| Bebek (Selitaj, Vukadin) – 41:57 \| 3–2 \| \| |                |                                        |                 | Játékvezető: Nicolas Crégut Vonalbírók: Nicholas Albinati Uroš Mladenović |
| 6 perc | Büntetések     | 8 perc                                 |                 | Játékvezető: Nicolas Crégut Vonalbírók: Nicholas Albinati Uroš Mladenović |
| 45 | Lövések        | 19                                     |                 | Játékvezető: Nicolas Crégut Vonalbírók: Nicholas Albinati Uroš Mladenović |
| | 0–1            | 11:00 – B. Kubara (Kyros, Webster)     |                 | Játékvezető: Nicolas Crégut Vonalbírók: Nicholas Albinati Uroš Mladenović |
| | 0–2            | 27:03 – C. Kubara (Caruana, T. Kubara) |                 | Játékvezető: Nicolas Crégut Vonalbírók: Nicholas Albinati Uroš Mladenović |
| Kašparek (Završki, Dobrić) – 27:36 | 1–2            |                                        |                 | Játékvezető: Nicolas Crégut Vonalbírók: Nicholas Albinati Uroš Mladenović |
| Jarčov (Dobrić, V. Idžan) (PP) – 34:46 | 2–2            |                                        |                 |                                                                           |
| Bebek (Selitaj, Vukadin) – 41:57 | 3–2            |                                        |                 |                                                                           |

| 2024. április 22. 19:30 | Szerbia | 5–1 (1–0, 2–1, 2–0) | Izrael | Pionir Jégcsarnok, Belgrád Nézőszám: 375 |

| Jegyzőkönyv | Jegyzőkönyv       | Jegyzőkönyv                         | Jegyzőkönyv | Jegyzőkönyv                                                  |
| --- | ----------------- | ----------------------------------- | ----------- | ------------------------------------------------------------ |
| | Arsenije Ranković | Kapusok                             | Nir Tichon  | Játékvezető: Andri Kicha Vonalbírók: Patrick Dapuzzo Fu Dahe |
| \| Vučurević (Gvozdenović, Dinić) (PP) – 14:46 \| 1–0 \| \| \| M. Mladenović (Gvozdenović, Subotić) (PP) – 24:49 \| 2–0 \| \| \| Anić (Dragović, M. Popović) (SH) – 33:59 \| 3–0 \| \| \| \| 3–1 \| 34:33 – Kapulkin (Khubashvili) (PP) \| \| Vučurević (Subotić, Racić) – 47:20 \| 4–1 \| \| \| Racić (M. Mladenović, Vučurević) – 56:23 \| 5–1 \| \| |                   |                                     |             | Játékvezető: Andri Kicha Vonalbírók: Patrick Dapuzzo Fu Dahe |
| 37 perc | Büntetések        | 39 perc                             |             | Játékvezető: Andri Kicha Vonalbírók: Patrick Dapuzzo Fu Dahe |
| 59 | Lövések           | 26                                  |             | Játékvezető: Andri Kicha Vonalbírók: Patrick Dapuzzo Fu Dahe |
| Vučurević (Gvozdenović, Dinić) (PP) – 14:46 | 1–0               |                                     |             | Játékvezető: Andri Kicha Vonalbírók: Patrick Dapuzzo Fu Dahe |
| M. Mladenović (Gvozdenović, Subotić) (PP) – 24:49 | 2–0               |                                     |             | Játékvezető: Andri Kicha Vonalbírók: Patrick Dapuzzo Fu Dahe |
| Anić (Dragović, M. Popović) (SH) – 33:59 | 3–0               |                                     |             | Játékvezető: Andri Kicha Vonalbírók: Patrick Dapuzzo Fu Dahe |
| | 3–1               | 34:33 – Kapulkin (Khubashvili) (PP) |             |                                                              |
| Vučurević (Subotić, Racić) – 47:20 | 4–1               |                                     |             |                                                              |
| Racić (M. Mladenović, Vučurević) – 56:23 | 5–1               |                                     |             |                                                              |

| 2024. április 24. 12:30 | Ausztrália | 4–5 (sz.) (2–0, 1–0, 1–4) (h.u.: 0–1) (sz.:0–1) | Izrael | Pionir Jégcsarnok, Belgrád Nézőszám: 30 |

| Jegyzőkönyv | Jegyzőkönyv     | Jegyzőkönyv                                 | Jegyzőkönyv    | Jegyzőkönyv                                                        |
| --- | --------------- | ------------------------------------------- | -------------- | ------------------------------------------------------------------ |
| | Aleksi Toivonen | Kapusok                                     | Maksim Kaliaev | Játékvezető: Nicolas Crégut Vonalbírók: David Perduv Marko Saković |
| \| Caruana (Woodman, C. Kubara) (PP) – 03:02 \| 1–0 \| \| \| Webster (B. Kubara) – 03:54 \| 2–0 \| \| \| Todd (Kennedy) – 22:05 \| 3–0 \| \| \| \| 3–1 \| 46:20 – Khvoles (Spektor, Kozev) \| \| Allen (Webster, Virjassov) – 46:58 \| 4–1 \| \| \| \| 4–2 \| 47:38 – Khubashvili (Aharonovich, Kapulkin) \| \| \| 4–3 \| 59:01 – M. Levin (D. Levin, Mazour) (EA) \| \| \| 4–4 \| 59:45 – M. Levin (Turner, Mazour) (EA) \| |                 |                                             |                | Játékvezető: Nicolas Crégut Vonalbírók: David Perduv Marko Saković |
| 2 perc | Büntetések      | 8 perc                                      |                | Játékvezető: Nicolas Crégut Vonalbírók: David Perduv Marko Saković |
| 37 | Lövések         | 29                                          |                | Játékvezető: Nicolas Crégut Vonalbírók: David Perduv Marko Saković |
| Caruana (Woodman, C. Kubara) (PP) – 03:02 | 1–0             |                                             |                | Játékvezető: Nicolas Crégut Vonalbírók: David Perduv Marko Saković |
| Webster (B. Kubara) – 03:54 | 2–0             |                                             |                | Játékvezető: Nicolas Crégut Vonalbírók: David Perduv Marko Saković |
| Todd (Kennedy) – 22:05 | 3–0             |                                             |                | Játékvezető: Nicolas Crégut Vonalbírók: David Perduv Marko Saković |
| | 3–1             | 46:20 – Khvoles (Spektor, Kozev)            |                |                                                                    |
| Allen (Webster, Virjassov) – 46:58 | 4–1             |                                             |                |                                                                    |
| | 4–2             | 47:38 – Khubashvili (Aharonovich, Kapulkin) |                |                                                                    |
| | 4–3             | 59:01 – M. Levin (D. Levin, Mazour) (EA)    |                |                                                                    |
| | 4–4             | 59:45 – M. Levin (Turner, Mazour) (EA)      |                |                                                                    |

| 2024. április 24. 16:00 | Horvátország | 4–1 (2–1, 1–0, 1–0) | Egyesült Arab Emírségek | Pionir Jégcsarnok, Belgrád Nézőszám: 22 |

| Jegyzőkönyv | Jegyzőkönyv    | Jegyzőkönyv                           | Jegyzőkönyv        | Jegyzőkönyv                                                                 |
| --- | -------------- | ------------------------------------- | ------------------ | --------------------------------------------------------------------------- |
| | Vilim Rosandić | Kapusok                               | Maksim Rashchupkin | Játékvezető: Marcus Wannerstedt Vonalbírók: Patrick Dapuzzo Uroš Mladenović |
| \| Završki (Marinković) – 06:23 \| 1–0 \| \| \| \| 1–1 \| 06:41 – Vukoja (Shapavalau, Badegyev) \| \| Janković (Katić, Vedlin) (PP) – 19:39 \| 2–1 \| \| \| Završki (Katić) – 26:52 \| 3–1 \| \| \| Katić (Marinković) (PP) – 41:54 \| 4–1 \| \| |                |                                       |                    | Játékvezető: Marcus Wannerstedt Vonalbírók: Patrick Dapuzzo Uroš Mladenović |
| 6 perc | Büntetések     | 10 perc                               |                    | Játékvezető: Marcus Wannerstedt Vonalbírók: Patrick Dapuzzo Uroš Mladenović |
| 53 | Lövések        | 28                                    |                    | Játékvezető: Marcus Wannerstedt Vonalbírók: Patrick Dapuzzo Uroš Mladenović |
| Završki (Marinković) – 06:23 | 1–0            |                                       |                    | Játékvezető: Marcus Wannerstedt Vonalbírók: Patrick Dapuzzo Uroš Mladenović |
| | 1–1            | 06:41 – Vukoja (Shapavalau, Badegyev) |                    | Játékvezető: Marcus Wannerstedt Vonalbírók: Patrick Dapuzzo Uroš Mladenović |
| Janković (Katić, Vedlin) (PP) – 19:39 | 2–1            |                                       |                    | Játékvezető: Marcus Wannerstedt Vonalbírók: Patrick Dapuzzo Uroš Mladenović |
| Završki (Katić) – 26:52 | 3–1            |                                       |                    |                                                                             |
| Katić (Marinković) (PP) – 41:54 | 4–1            |                                       |                    |                                                                             |

| 2024. április 24. 19:30 | Szerbia | 9–3 (3–1, 2–1, 4–1) | Izland | Pionir Jégcsarnok, Belgrád Nézőszám: 220 |

| Jegyzőkönyv | Jegyzőkönyv                    | Jegyzőkönyv                                | Jegyzőkönyv       | Jegyzőkönyv                                                        |
| --- | ------------------------------ | ------------------------------------------ | ----------------- | ------------------------------------------------------------------ |
| | Arsenije Ranković Željko Bodiš | Kapusok                                    | Jakob Jóhannesson | Játékvezető: Stef Oosterling Vonalbírók: Nicholas Albinati Fu Dahe |
| \| \| 0–1 \| 03:28 – Sverrisson (Arnarsson) \| \| K. Mladenović (Ivanović, M. Mladenović) – 08:31 \| 1–1 \| \| \| Dinić (Dragović, Anić) – 08:52 \| 2–1 \| \| \| Gvozdenović (Dinić, Vučurević) (PP) – 17:10 \| 3–1 \| \| \| Podunavac (M. Mladenović) – 22:08 \| 4–1 \| \| \| \| 4–2 \| 33:21 – Magnusson (Rúnarsson, Hafberg) \| \| Zwick (Podunavac, M. Mladenović) – 35:29 \| 5–2 \| \| \| \| 5–3 \| 55:09 – Leifsson (Mikaelsson, Jóhannesson) \| \| Kravljanac (Vučurević) (EN) – 56:45 \| 6–3 \| \| \| Dinić (Subotić, Vučurević) (PP) – 58:22 \| 7–3 \| \| \| Subotić (Gvozdenović, M. Mladenović) (PP2) – 59:11 \| 8–3 \| \| \| Popović (Podunavac, Subotić) (PP) – 59:41 \| 9–3 \| \| |                                |                                            |                   | Játékvezető: Stef Oosterling Vonalbírók: Nicholas Albinati Fu Dahe |
| 8 perc | Büntetések                     | 8 perc                                     |                   | Játékvezető: Stef Oosterling Vonalbírók: Nicholas Albinati Fu Dahe |
| 39 | Lövések                        | 23                                         |                   | Játékvezető: Stef Oosterling Vonalbírók: Nicholas Albinati Fu Dahe |
| | 0–1                            | 03:28 – Sverrisson (Arnarsson)             |                   | Játékvezető: Stef Oosterling Vonalbírók: Nicholas Albinati Fu Dahe |
| K. Mladenović (Ivanović, M. Mladenović) – 08:31 | 1–1                            |                                            |                   | Játékvezető: Stef Oosterling Vonalbírók: Nicholas Albinati Fu Dahe |
| Dinić (Dragović, Anić) – 08:52 | 2–1                            |                                            |                   | Játékvezető: Stef Oosterling Vonalbírók: Nicholas Albinati Fu Dahe |
| Gvozdenović (Dinić, Vučurević) (PP) – 17:10 | 3–1                            |                                            |                   |                                                                    |
| Podunavac (M. Mladenović) – 22:08 | 4–1                            |                                            |                   |                                                                    |
| | 4–2                            | 33:21 – Magnusson (Rúnarsson, Hafberg)     |                   |                                                                    |
| Zwick (Podunavac, M. Mladenović) – 35:29 | 5–2                            |                                            |                   |                                                                    |
| | 5–3                            | 55:09 – Leifsson (Mikaelsson, Jóhannesson) |                   |                                                                    |
| Kravljanac (Vučurević) (EN) – 56:45 | 6–3                            |                                            |                   |                                                                    |
| Dinić (Subotić, Vučurević) (PP) – 58:22 | 7–3                            |                                            |                   |                                                                    |
| Subotić (Gvozdenović, M. Mladenović) (PP2) – 59:11 | 8–3                            |                                            |                   |                                                                    |
| Popović (Podunavac, Subotić) (PP) – 59:41 | 9–3                            |                                            |                   |                                                                    |

| 2024. április 25. 12:30 | Izrael | 1–5 (1–3, 0–1, 0–1) | Horvátország | Pionir Jégcsarnok, Belgrád Nézőszám: 20 |

| Jegyzőkönyv | Jegyzőkönyv    | Jegyzőkönyv                                  | Jegyzőkönyv  | Jegyzőkönyv                                                        |
| --- | -------------- | -------------------------------------------- | ------------ | ------------------------------------------------------------------ |
| | Maksim Kaliaev | Kapusok                                      | Vito Nikolić | Játékvezető: Bartosz Kaczmarek Vonalbírók: Fu Dahe Uroš Mladenović |
| \| \| 0–1 \| 01:45 – Marinković (Završki) \| \| \| 0–2 \| 06:21 – Dobrić (Janković, B. Idžan) \| \| Marshchonak (D. Levin, Kozev) (SH) – 13:17 \| 1–2 \| \| \| \| 1–3 \| 19:34 – Marinković (V. Idžan, Janković) (PP) \| \| \| 1–4 \| 24:09 – Vedlin (Dimitrijević, Katić) \| \| \| 1–5 \| 43:17 – B. Idžan (Vedlin) \| |                |                                              |              | Játékvezető: Bartosz Kaczmarek Vonalbírók: Fu Dahe Uroš Mladenović |
| 14 perc | Büntetések     | 12 perc                                      |              | Játékvezető: Bartosz Kaczmarek Vonalbírók: Fu Dahe Uroš Mladenović |
| 36 | Lövések        | 36                                           |              | Játékvezető: Bartosz Kaczmarek Vonalbírók: Fu Dahe Uroš Mladenović |
| | 0–1            | 01:45 – Marinković (Završki)                 |              | Játékvezető: Bartosz Kaczmarek Vonalbírók: Fu Dahe Uroš Mladenović |
| | 0–2            | 06:21 – Dobrić (Janković, B. Idžan)          |              | Játékvezető: Bartosz Kaczmarek Vonalbírók: Fu Dahe Uroš Mladenović |
| Marshchonak (D. Levin, Kozev) (SH) – 13:17 | 1–2            |                                              |              | Játékvezető: Bartosz Kaczmarek Vonalbírók: Fu Dahe Uroš Mladenović |
| | 1–3            | 19:34 – Marinković (V. Idžan, Janković) (PP) |              |                                                                    |
| | 1–4            | 24:09 – Vedlin (Dimitrijević, Katić)         |              |                                                                    |
| | 1–5            | 43:17 – B. Idžan (Vedlin)                    |              |                                                                    |

| 2024. április 25. 16:00 | Izland | 2–3 (0–2, 1–1, 0–1) | Ausztrália | Pionir Jégcsarnok, Belgrád Nézőszám: 35 |

| Jegyzőkönyv | Jegyzőkönyv       | Jegyzőkönyv                               | Jegyzőkönyv     | Jegyzőkönyv                                                               |
| --- | ----------------- | ----------------------------------------- | --------------- | ------------------------------------------------------------------------- |
| | Jakob Jóhannesson | Kapusok                                   | Aleksi Toivonen | Játékvezető: Marcus Wannerstedt Vonalbírók: Patrick Dapuzzo Marko Saković |
| \| \| 0–1 \| 13:44 – Woodman (Caruana, C. Kubara) (SH) \| \| \| 0–2 \| 17:00 – Hawes (Caruana) \| \| \| 0–3 \| 25:13 – Webster (Virjassov) (SH) \| \| Arason (Sverrisson, Leifsson) (PP) – 33:20 \| 1–3 \| \| \| Skúlason (Pálsson) (PP) – 45:08 \| 2–3 \| \| |                   |                                           |                 | Játékvezető: Marcus Wannerstedt Vonalbírók: Patrick Dapuzzo Marko Saković |
| 8 perc | Büntetések        | 8 perc                                    |                 | Játékvezető: Marcus Wannerstedt Vonalbírók: Patrick Dapuzzo Marko Saković |
| 18 | Lövések           | 28                                        |                 | Játékvezető: Marcus Wannerstedt Vonalbírók: Patrick Dapuzzo Marko Saković |
| | 0–1               | 13:44 – Woodman (Caruana, C. Kubara) (SH) |                 | Játékvezető: Marcus Wannerstedt Vonalbírók: Patrick Dapuzzo Marko Saković |
| | 0–2               | 17:00 – Hawes (Caruana)                   |                 | Játékvezető: Marcus Wannerstedt Vonalbírók: Patrick Dapuzzo Marko Saković |
| | 0–3               | 25:13 – Webster (Virjassov) (SH)          |                 | Játékvezető: Marcus Wannerstedt Vonalbírók: Patrick Dapuzzo Marko Saković |
| Arason (Sverrisson, Leifsson) (PP) – 33:20 | 1–3               |                                           |                 |                                                                           |
| Skúlason (Pálsson) (PP) – 45:08 | 2–3               |                                           |                 |                                                                           |

| 2024. április 25. 19:30 | Egyesült Arab Emírségek | 2–5 (1–1, 0–1, 1–3) | Szerbia | Pionir Jégcsarnok, Belgrád Nézőszám: 340 |

| Jegyzőkönyv | Jegyzőkönyv        | Jegyzőkönyv                               | Jegyzőkönyv       | Jegyzőkönyv                                                                 |
| --- | ------------------ | ----------------------------------------- | ----------------- | --------------------------------------------------------------------------- |
| | Maksim Rashchupkin | Kapusok                                   | Arsenije Ranković | Játékvezető: Stef Oosterling Vonalbírók: Nicholas Albinati Krešimir Polašek |
| \| Kuznetsov (Chuikov) – 09:25 \| 1–0 \| \| \| \| 1–1 \| 15:03 – M. Popović (Dragović) \| \| \| 1–2 \| 24:15 – Đumić (Racić) \| \| Kuznetsov (Vukoja) (PP) – 41:01 \| 2–2 \| \| \| \| 2–3 \| 49:47 – Dinić (M. Popović, M. Mladenović) \| \| \| 2–4 \| 54:44 – Kravljanac \| \| \| 2–5 \| 59:18 – M. Popović (M. Mladenović) (EN) \| |                    |                                           |                   | Játékvezető: Stef Oosterling Vonalbírók: Nicholas Albinati Krešimir Polašek |
| 6 perc | Büntetések         | 8 perc                                    |                   | Játékvezető: Stef Oosterling Vonalbírók: Nicholas Albinati Krešimir Polašek |
| 25 | Lövések            | 37                                        |                   | Játékvezető: Stef Oosterling Vonalbírók: Nicholas Albinati Krešimir Polašek |
| Kuznetsov (Chuikov) – 09:25 | 1–0                |                                           |                   | Játékvezető: Stef Oosterling Vonalbírók: Nicholas Albinati Krešimir Polašek |
| | 1–1                | 15:03 – M. Popović (Dragović)             |                   | Játékvezető: Stef Oosterling Vonalbírók: Nicholas Albinati Krešimir Polašek |
| | 1–2                | 24:15 – Đumić (Racić)                     |                   | Játékvezető: Stef Oosterling Vonalbírók: Nicholas Albinati Krešimir Polašek |
| Kuznetsov (Vukoja) (PP) – 41:01 | 2–2                |                                           |                   |                                                                             |
| | 2–3                | 49:47 – Dinić (M. Popović, M. Mladenović) |                   |                                                                             |
| | 2–4                | 54:44 – Kravljanac                        |                   |                                                                             |
| | 2–5                | 59:18 – M. Popović (M. Mladenović) (EN)   |                   |                                                                             |

| 2024. április 27. 12:30 | Ausztrália | 4–5 (2–1, 1–2, 1–2) | Egyesült Arab Emírségek | Pionir Jégcsarnok, Belgrád Nézőszám: 25 |

| Jegyzőkönyv | Jegyzőkönyv     | Jegyzőkönyv                                | Jegyzőkönyv        | Jegyzőkönyv                                                     |
| --- | --------------- | ------------------------------------------ | ------------------ | --------------------------------------------------------------- |
| | Aleksi Toivonen | Kapusok                                    | Maksim Rashchupkin | Játékvezető: Andri Kicha Vonalbírók: David Perduv Marko Saković |
| \| Virjassov (Hawes, Todd) – 02:39 \| 1–0 \| \| \| Woodman – 06:35 \| 2–0 \| \| \| \| 2–1 \| 07:54 – Kuznetsov (Klavdiev, Likhachev) \| \| Kyros (Wardlaw) – 21:12 \| 3–1 \| \| \| \| 3–2 \| 30:46 – Klavdiev (Badegyev, Chuikov) \| \| \| 3–3 \| 33:43 – Likhachev (Chuikov, Klavdiev) \| \| \| 3–4 \| 48:32 – Badegyev (Shapavalau, Klavdiev) \| \| C. Kubara (Woodman, Caruana) (PP) – 50:27 \| 4–4 \| \| \| \| 4–5 \| 59:19 – Chuikov (Klavdiev, Likhachev) (EN) \| |                 |                                            |                    | Játékvezető: Andri Kicha Vonalbírók: David Perduv Marko Saković |
| 2 perc | Büntetések      | 4 perc                                     |                    | Játékvezető: Andri Kicha Vonalbírók: David Perduv Marko Saković |
| 28 | Lövések         | 30                                         |                    | Játékvezető: Andri Kicha Vonalbírók: David Perduv Marko Saković |
| Virjassov (Hawes, Todd) – 02:39 | 1–0             |                                            |                    | Játékvezető: Andri Kicha Vonalbírók: David Perduv Marko Saković |
| Woodman – 06:35 | 2–0             |                                            |                    | Játékvezető: Andri Kicha Vonalbírók: David Perduv Marko Saković |
| | 2–1             | 07:54 – Kuznetsov (Klavdiev, Likhachev)    |                    | Játékvezető: Andri Kicha Vonalbírók: David Perduv Marko Saković |
| Kyros (Wardlaw) – 21:12 | 3–1             |                                            |                    |                                                                 |
| | 3–2             | 30:46 – Klavdiev (Badegyev, Chuikov)       |                    |                                                                 |
| | 3–3             | 33:43 – Likhachev (Chuikov, Klavdiev)      |                    |                                                                 |
| | 3–4             | 48:32 – Badegyev (Shapavalau, Klavdiev)    |                    |                                                                 |
| C. Kubara (Woodman, Caruana) (PP) – 50:27 | 4–4             |                                            |                    |                                                                 |
| | 4–5             | 59:19 – Chuikov (Klavdiev, Likhachev) (EN) |                    |                                                                 |

| 2024. április 27. 16:00 | Izrael | 4–2 (0–1, 1–0, 3–1) | Izland | Pionir Jégcsarnok, Belgrád Nézőszám: 40 |

| Jegyzőkönyv | Jegyzőkönyv    | Jegyzőkönyv                    | Jegyzőkönyv       | Jegyzőkönyv                                                                    |
| --- | -------------- | ------------------------------ | ----------------- | ------------------------------------------------------------------------------ |
| | Maksim Kaliaev | Kapusok                        | Jóhann Ragnarsson | Játékvezető: Marcus Wannerstedt Vonalbírók: Nicholas Albinati Krešimir Polašek |
| \| \| 0–1 \| 17:49 – Arason \| \| M. Levin (Polozov, D. Levin) (PP) – 31:37 \| 1–1 \| \| \| M. Levin (Mazour, D. Levin) (PP) – 52:01 \| 2–1 \| \| \| Khvoles (Khubashvili) – 52:26 \| 3–1 \| \| \| M. Levin (Kozev) (EN) – 55:56 \| 4–1 \| \| \| \| 4–2 \| 59:33 – Rúnarsson (Eggertsson) \| |                |                                |                   | Játékvezető: Marcus Wannerstedt Vonalbírók: Nicholas Albinati Krešimir Polašek |
| 10 perc | Büntetések     | 8 perc                         |                   | Játékvezető: Marcus Wannerstedt Vonalbírók: Nicholas Albinati Krešimir Polašek |
| 23 | Lövések        | 26                             |                   | Játékvezető: Marcus Wannerstedt Vonalbírók: Nicholas Albinati Krešimir Polašek |
| | 0–1            | 17:49 – Arason                 |                   | Játékvezető: Marcus Wannerstedt Vonalbírók: Nicholas Albinati Krešimir Polašek |
| M. Levin (Polozov, D. Levin) (PP) – 31:37 | 1–1            |                                |                   | Játékvezető: Marcus Wannerstedt Vonalbírók: Nicholas Albinati Krešimir Polašek |
| M. Levin (Mazour, D. Levin) (PP) – 52:01 | 2–1            |                                |                   | Játékvezető: Marcus Wannerstedt Vonalbírók: Nicholas Albinati Krešimir Polašek |
| Khvoles (Khubashvili) – 52:26 | 3–1            |                                |                   |                                                                                |
| M. Levin (Kozev) (EN) – 55:56 | 4–1            |                                |                   |                                                                                |
| | 4–2            | 59:33 – Rúnarsson (Eggertsson) |                   |                                                                                |

| 2024. április 27. 19:30 | Szerbia | 0–3 (0–2, 0–1, 0–0) | Horvátország | Pionir Jégcsarnok, Belgrád Nézőszám: 800 |

| Jegyzőkönyv | Jegyzőkönyv       | Jegyzőkönyv                           | Jegyzőkönyv    | Jegyzőkönyv                                                        |
| --- | ----------------- | ------------------------------------- | -------------- | ------------------------------------------------------------------ |
| | Arsenije Ranković | Kapusok                               | Vilim Rosandić | Játékvezető: Bartosz Kaczmarek Vonalbírók: Patrick Dapuzzo Fu Dahe |
| \| \| 0–1 \| 06:30 – Kašparek (Bebek, Šimunković) \| \| \| 0–2 \| 11:45 – Katić (Marinković) (PP) \| \| \| 0–3 \| 31:21 – B. Idžan (Katić, Vedlin) (PP) \| |                   |                                       |                | Játékvezető: Bartosz Kaczmarek Vonalbírók: Patrick Dapuzzo Fu Dahe |
| 35 perc | Büntetések        | 10 perc                               |                | Játékvezető: Bartosz Kaczmarek Vonalbírók: Patrick Dapuzzo Fu Dahe |
| 27 | Lövések           | 30                                    |                | Játékvezető: Bartosz Kaczmarek Vonalbírók: Patrick Dapuzzo Fu Dahe |
| | 0–1               | 06:30 – Kašparek (Bebek, Šimunković)  |                | Játékvezető: Bartosz Kaczmarek Vonalbírók: Patrick Dapuzzo Fu Dahe |
| | 0–2               | 11:45 – Katić (Marinković) (PP)       |                | Játékvezető: Bartosz Kaczmarek Vonalbírók: Patrick Dapuzzo Fu Dahe |
| | 0–3               | 31:21 – B. Idžan (Katić, Vedlin) (PP) |                | Játékvezető: Bartosz Kaczmarek Vonalbírók: Patrick Dapuzzo Fu Dahe |

## B csoport

### Résztvevők
| Csapat      | Kvalifikáció                                            |
| ----------- | ------------------------------------------------------- |
| Grúzia      | Kizárták a 2023-as divízió II/A-ból és kiesett.         |
| Belgium     | A 2023-as divízió II/B 2. helyén végzett.               |
| Bulgária    | Rendező, a 2023-as divízió II/B 3. helyén végzett.      |
| Új-Zéland   | A 2023-as divízió II/B 4. helyén végzett.               |
| Törökország | A 2023-as divízió II/B 5. helyén végzett.               |
| Tajvan      | A 2023-as divízió III/A 1. helyén végzett és feljutott. |

### Tabella
| Hely. | Csapat       | M | Gy | HGy | HV | V | G+ | G– | Gk  | P  | Feljutás vagy kiesés        |
| ----- | ------------ | - | -- | --- | -- | - | -- | -- | --- | -- | --------------------------- |
| 1.    | Belgium      | 5 | 5  | 0   | 0  | 0 | 37 | 4  | +33 | 15 | Feljutott a divízió II/A-ba |
| 2.    | Új-Zéland    | 5 | 3  | 0   | 1  | 1 | 22 | 18 | +4  | 10 |                             |
| 3.    | Grúzia       | 5 | 3  | 0   | 0  | 2 | 20 | 17 | +3  | 9  |                             |
| 4.    | Bulgária (R) | 5 | 1  | 1   | 0  | 3 | 17 | 29 | −12 | 5  |                             |
| 5.    | Tajvan       | 5 | 1  | 0   | 1  | 3 | 14 | 27 | −13 | 4  |                             |
| 6.    | Törökország  | 5 | 0  | 1   | 0  | 4 | 10 | 25 | −15 | 2  | Kiesett a divízió III/A-ba  |

### Mérkőzések
A mérkőzések kezdési időpontjai helyi idő szerint (UTC+3) értendők.
| 2024. április 22. 13:00 | Tajvan | 1–5 (1–0, 0–1, 0–4) | Új-Zéland | Téli Sportpalota, Szófia Nézőszám: 70 |

| Jegyzőkönyv | Jegyzőkönyv | Jegyzőkönyv                          | Jegyzőkönyv    | Jegyzőkönyv                                                                     |
| --- | ----------- | ------------------------------------ | -------------- | ------------------------------------------------------------------------------- |
| | Hsiao Po-yu | Kapusok                              | Joel Hasselman | Játékvezető: Kenneth Nielsen Vonalbírók: Maxmillian Gatol Maarten van den Acker |
| \| Lin H. (Lin Yi., Lin J.) – 02:26 \| 1–0 \| \| \| \| 1–1 \| 23:10 – Carey (Regan) \| \| \| 1–2 \| 45:11 – Amston (Burns, Attwell) (PP) \| \| \| 1–3 \| 48:47 – Fontaine (McIntosh, Amston) \| \| \| 1–4 \| 51:30 – Schneider (Fontaine, Tappin) \| \| \| 1–5 \| 57:22 – McIntosh (Strayer) \| |             |                                      |                | Játékvezető: Kenneth Nielsen Vonalbírók: Maxmillian Gatol Maarten van den Acker |
| 6 perc | Büntetések  | 6 perc                               |                | Játékvezető: Kenneth Nielsen Vonalbírók: Maxmillian Gatol Maarten van den Acker |
| 23 | Lövések     | 40                                   |                | Játékvezető: Kenneth Nielsen Vonalbírók: Maxmillian Gatol Maarten van den Acker |
| Lin H. (Lin Yi., Lin J.) – 02:26 | 1–0         |                                      |                | Játékvezető: Kenneth Nielsen Vonalbírók: Maxmillian Gatol Maarten van den Acker |
| | 1–1         | 23:10 – Carey (Regan)                |                | Játékvezető: Kenneth Nielsen Vonalbírók: Maxmillian Gatol Maarten van den Acker |
| | 1–2         | 45:11 – Amston (Burns, Attwell) (PP) |                | Játékvezető: Kenneth Nielsen Vonalbírók: Maxmillian Gatol Maarten van den Acker |
| | 1–3         | 48:47 – Fontaine (McIntosh, Amston)  |                |                                                                                 |
| | 1–4         | 51:30 – Schneider (Fontaine, Tappin) |                |                                                                                 |
| | 1–5         | 57:22 – McIntosh (Strayer)           |                |                                                                                 |

| 2024. április 22. 16:30 | Belgium | 8–0 (0–0, 3–0, 5–0) | Törökország | Téli Sportpalota, Szófia Nézőszám: 80 |

| Jegyzőkönyv | Jegyzőkönyv   | Jegyzőkönyv | Jegyzőkönyv                    | Jegyzőkönyv                                                             |
| --- | ------------- | ----------- | ------------------------------ | ----------------------------------------------------------------------- |
| | Jelie Lievens | Kapusok     | Tolga Bozacı Oğulcan Kızılkaya | Játékvezető: Alexey Roshchyn Vonalbírók: Martin Boyadjiev David Klouček |
| \| De Crook (Henry, Boni) – 23:18 \| 1–0 \| \| \| Steyaert (Gyesgreghs, Verelst) – 27:56 \| 2–0 \| \| \| Gyesbreghs (Blockx, James) (PP) – 34:18 \| 3–0 \| \| \| De Smet – 41:11 \| 4–0 \| \| \| Boni (De Smet, Henry) – 47:00 \| 5–0 \| \| \| Blanchy (De Smet, Boni) – 47:14 \| 6–0 \| \| \| Verelst (Steyaert) – 55:13 \| 7–0 \| \| \| Coolen (Henry, De Smet) – 58:23 \| 8–0 \| \| |               |             |                                | Játékvezető: Alexey Roshchyn Vonalbírók: Martin Boyadjiev David Klouček |
| 6 perc | Büntetések    | 8 perc      |                                | Játékvezető: Alexey Roshchyn Vonalbírók: Martin Boyadjiev David Klouček |
| 39 | Lövések       | 11          |                                | Játékvezető: Alexey Roshchyn Vonalbírók: Martin Boyadjiev David Klouček |
| De Crook (Henry, Boni) – 23:18 | 1–0           |             |                                | Játékvezető: Alexey Roshchyn Vonalbírók: Martin Boyadjiev David Klouček |
| Steyaert (Gyesgreghs, Verelst) – 27:56 | 2–0           |             |                                | Játékvezető: Alexey Roshchyn Vonalbírók: Martin Boyadjiev David Klouček |
| Gyesbreghs (Blockx, James) (PP) – 34:18 | 3–0           |             |                                | Játékvezető: Alexey Roshchyn Vonalbírók: Martin Boyadjiev David Klouček |
| De Smet – 41:11 | 4–0           |             |                                |                                                                         |
| Boni (De Smet, Henry) – 47:00 | 5–0           |             |                                |                                                                         |
| Blanchy (De Smet, Boni) – 47:14 | 6–0           |             |                                |                                                                         |
| Verelst (Steyaert) – 55:13 | 7–0           |             |                                |                                                                         |
| Coolen (Henry, De Smet) – 58:23 | 8–0           |             |                                |                                                                         |

| 2024. április 22. 20:00 | Bulgária | 1–7 (1–1, 0–2, 0–4) | Grúzia | Téli Sportpalota, Szófia Nézőszám: 325 |

| Jegyzőkönyv | Jegyzőkönyv      | Jegyzőkönyv                             | Jegyzőkönyv    | Jegyzőkönyv                                                          |
| --- | ---------------- | --------------------------------------- | -------------- | -------------------------------------------------------------------- |
| | Dimitar Dimitrov | Kapusok                                 | Ivan Starostin | Játékvezető: Walker Holton Vonalbírók: Frederik Andersen Markus Merk |
| \| \| 0–1 \| 11:25 – Karelin (Bukiya) \| \| Hodulov (Tchaliov, Gatchev) – 15:36 \| 1–1 \| \| \| \| 1–2 \| 26:29 – Dziov (Kireev) \| \| \| 1–3 \| 34:40 – Kozyulin (Dziov, Kireev) \| \| \| 1–4 \| 45:34 – Kurbatov (Marov) (PP) \| \| \| 1–5 \| 48:04 – Kochkin \| \| \| 1–6 \| 48:42 – Obolgogiani (Dziov, Ermoshenko) \| \| \| 1–7 \| 53:11 – Marov \| |                  |                                         |                | Játékvezető: Walker Holton Vonalbírók: Frederik Andersen Markus Merk |
| 6 perc | Büntetések       | 4 perc                                  |                | Játékvezető: Walker Holton Vonalbírók: Frederik Andersen Markus Merk |
| 18 | Lövések          | 41                                      |                | Játékvezető: Walker Holton Vonalbírók: Frederik Andersen Markus Merk |
| | 0–1              | 11:25 – Karelin (Bukiya)                |                | Játékvezető: Walker Holton Vonalbírók: Frederik Andersen Markus Merk |
| Hodulov (Tchaliov, Gatchev) – 15:36 | 1–1              |                                         |                | Játékvezető: Walker Holton Vonalbírók: Frederik Andersen Markus Merk |
| | 1–2              | 26:29 – Dziov (Kireev)                  |                | Játékvezető: Walker Holton Vonalbírók: Frederik Andersen Markus Merk |
| | 1–3              | 34:40 – Kozyulin (Dziov, Kireev)        |                |                                                                      |
| | 1–4              | 45:34 – Kurbatov (Marov) (PP)           |                |                                                                      |
| | 1–5              | 48:04 – Kochkin                         |                |                                                                      |
| | 1–6              | 48:42 – Obolgogiani (Dziov, Ermoshenko) |                |                                                                      |
| | 1–7              | 53:11 – Marov                           |                |                                                                      |

| 2024. április 23. 13:00 | Törökország | 5–4 (sz.) (0–1, 1–2, 3–1) (h.u.: 0–0) (sz.: 1–0) | Tajvan | Téli Sportpalota, Szófia Nézőszám: 47 |

| Jegyzőkönyv | Jegyzőkönyv  | Jegyzőkönyv                | Jegyzőkönyv | Jegyzőkönyv                                                                     |
| --- | ------------ | -------------------------- | ----------- | ------------------------------------------------------------------------------- |
| | Tolga Bozacı | Kapusok                    | Hsiao Po-yu | Játékvezető: Alexey Roshchyn Vonalbírók: Martin Boyadjiev Maarten van den Acker |
| \| \| 0–1 \| 19:38 – Chen K. \| \| \| 0–2 \| 22:32 – Pan (Wen, Shen Y.) \| \| \| 0–3 \| 23:00 – Wang Y. \| \| Bakal (Karadağ) – 30:01 \| 1–3 \| \| \| E. Faner (Y. Karş) – 41:38 \| 2–3 \| \| \| \| 2–4 \| 48:10 – Pan (Yang, Peng) \| \| Ö. Karş (Bingöl, Demirdelen) – 48:25 \| 3–4 \| \| \| Odabaş (Bakal, Karadağ) – 56:30 \| 4–4 \| \| |              |                            |             | Játékvezető: Alexey Roshchyn Vonalbírók: Martin Boyadjiev Maarten van den Acker |
| 2 perc | Büntetések   | 25 perc                    |             | Játékvezető: Alexey Roshchyn Vonalbírók: Martin Boyadjiev Maarten van den Acker |
| 34 | Lövések      | 28                         |             | Játékvezető: Alexey Roshchyn Vonalbírók: Martin Boyadjiev Maarten van den Acker |
| | 0–1          | 19:38 – Chen K.            |             | Játékvezető: Alexey Roshchyn Vonalbírók: Martin Boyadjiev Maarten van den Acker |
| | 0–2          | 22:32 – Pan (Wen, Shen Y.) |             | Játékvezető: Alexey Roshchyn Vonalbírók: Martin Boyadjiev Maarten van den Acker |
| | 0–3          | 23:00 – Wang Y.            |             | Játékvezető: Alexey Roshchyn Vonalbírók: Martin Boyadjiev Maarten van den Acker |
| Bakal (Karadağ) – 30:01 | 1–3          |                            |             |                                                                                 |
| E. Faner (Y. Karş) – 41:38 | 2–3          |                            |             |                                                                                 |
| | 2–4          | 48:10 – Pan (Yang, Peng)   |             |                                                                                 |
| Ö. Karş (Bingöl, Demirdelen) – 48:25 | 3–4          |                            |             |                                                                                 |
| Odabaş (Bakal, Karadağ) – 56:30 | 4–4          |                            |             |                                                                                 |

| 2024. április 23. 16:30 | Grúzia | 2–6 (1–2, 0–2, 1–2) | Új-Zéland | Téli Sportpalota, Szófia Nézőszám: 93 |

| Jegyzőkönyv | Jegyzőkönyv                    | Jegyzőkönyv                             | Jegyzőkönyv        | Jegyzőkönyv                                                        |
| --- | ------------------------------ | --------------------------------------- | ------------------ | ------------------------------------------------------------------ |
| | Ivan Starostin Mikhail Fofanov | Kapusok                                 | Csaba Kercso-Magos | Játékvezető: Walker Holton Vonalbírók: Lodewijk Beelen Markus Merk |
| \| Bukiya (Dumbadze, Marov) (PP) – 07:38 \| 1–0 \| \| \| \| 1–1 \| 07:59 – McIntosh (Strayer, Harrison) \| \| \| 1–2 \| 14:14 – Amston (Attwell) (PP) \| \| \| 1–3 \| 20:53 – Strayer (McIntosh, Amston) \| \| \| 1–4 \| 32:45 – Attwell (Amston, Dalmatau) (PP) \| \| \| 1–5 \| 42:43 – Vortanov \| \| Kharizov (Romanov, Kurbatov) – 43:42 \| 2–5 \| \| \| \| 2–6 \| 53:26 – Fontaine (Simon, Kozák) \| |                                |                                         |                    | Játékvezető: Walker Holton Vonalbírók: Lodewijk Beelen Markus Merk |
| 8 perc | Büntetések                     | 6 perc                                  |                    | Játékvezető: Walker Holton Vonalbírók: Lodewijk Beelen Markus Merk |
| 36 | Lövések                        | 32                                      |                    | Játékvezető: Walker Holton Vonalbírók: Lodewijk Beelen Markus Merk |
| Bukiya (Dumbadze, Marov) (PP) – 07:38 | 1–0                            |                                         |                    | Játékvezető: Walker Holton Vonalbírók: Lodewijk Beelen Markus Merk |
| | 1–1                            | 07:59 – McIntosh (Strayer, Harrison)    |                    | Játékvezető: Walker Holton Vonalbírók: Lodewijk Beelen Markus Merk |
| | 1–2                            | 14:14 – Amston (Attwell) (PP)           |                    | Játékvezető: Walker Holton Vonalbírók: Lodewijk Beelen Markus Merk |
| | 1–3                            | 20:53 – Strayer (McIntosh, Amston)      |                    |                                                                    |
| | 1–4                            | 32:45 – Attwell (Amston, Dalmatau) (PP) |                    |                                                                    |
| | 1–5                            | 42:43 – Vortanov                        |                    |                                                                    |
| Kharizov (Romanov, Kurbatov) – 43:42 | 2–5                            |                                         |                    |                                                                    |
| | 2–6                            | 53:26 – Fontaine (Simon, Kozák)         |                    |                                                                    |

| 2024. április 23. 20:00 | Belgium | 11–1 (3–0, 5–1, 3–0) | Bulgária | Téli Sportpalota, Szófia Nézőszám: 352 |

| Jegyzőkönyv | Jegyzőkönyv   | Jegyzőkönyv     | Jegyzőkönyv                          | Jegyzőkönyv                                                             |
| --- | ------------- | --------------- | ------------------------------------ | ----------------------------------------------------------------------- |
| | Jelle Lievens | Kapusok         | Dimitar Dimitrov Andrea Karabadjakov | Játékvezető: Filip Metzinger Vonalbírók: Maxmillian Gatol David Klouček |
| \| Blanchy (Van Espen, Verelst) – 01:09 \| 1–0 \| \| \| Gyesgreghs (Blockx, James) (PP) – 11:54 \| 2–0 \| \| \| De Smet (Neven) (PP) – 19:01 \| 3–0 \| \| \| Verelst (James, Gyesgreghs) (PP) – 21:51 \| 4–0 \| \| \| Verelst (Ziarny) – 24:05 \| 5–0 \| \| \| Gyesbreghs (De Smet, Henry) (PP2) – 33:02 \| 6–0 \| \| \| Henry (Cuylen, Steyaert) – 34:09 \| 7–0 \| \| \| \| 7–1 \| 35:21 – Hodulov \| \| Boni (De Smet, Blanchy) – 38:44 \| 8–1 \| \| \| Verelst (James, Gyesgreghs) (PP) – 48:32 \| 9–1 \| \| \| Gyesgreghs (Blockx) (PP) – 54:19 \| 10–1 \| \| \| Blockx (James, Coolen) – 58:55 \| 11–1 \| \| |               |                 |                                      | Játékvezető: Filip Metzinger Vonalbírók: Maxmillian Gatol David Klouček |
| 8 perc | Büntetések    | 18 perc         |                                      | Játékvezető: Filip Metzinger Vonalbírók: Maxmillian Gatol David Klouček |
| 53 | Lövések       | 7               |                                      | Játékvezető: Filip Metzinger Vonalbírók: Maxmillian Gatol David Klouček |
| Blanchy (Van Espen, Verelst) – 01:09 | 1–0           |                 |                                      | Játékvezető: Filip Metzinger Vonalbírók: Maxmillian Gatol David Klouček |
| Gyesgreghs (Blockx, James) (PP) – 11:54 | 2–0           |                 |                                      | Játékvezető: Filip Metzinger Vonalbírók: Maxmillian Gatol David Klouček |
| De Smet (Neven) (PP) – 19:01 | 3–0           |                 |                                      | Játékvezető: Filip Metzinger Vonalbírók: Maxmillian Gatol David Klouček |
| Verelst (James, Gyesgreghs) (PP) – 21:51 | 4–0           |                 |                                      |                                                                         |
| Verelst (Ziarny) – 24:05 | 5–0           |                 |                                      |                                                                         |
| Gyesbreghs (De Smet, Henry) (PP2) – 33:02 | 6–0           |                 |                                      |                                                                         |
| Henry (Cuylen, Steyaert) – 34:09 | 7–0           |                 |                                      |                                                                         |
| | 7–1           | 35:21 – Hodulov |                                      |                                                                         |
| Boni (De Smet, Blanchy) – 38:44 | 8–1           |                 |                                      |                                                                         |
| Verelst (James, Gyesgreghs) (PP) – 48:32 | 9–1           |                 |                                      |                                                                         |
| Gyesgreghs (Blockx) (PP) – 54:19 | 10–1          |                 |                                      |                                                                         |
| Blockx (James, Coolen) – 58:55 | 11–1          |                 |                                      |                                                                         |

| 2024. április 25. 13:00 | Grúzia | 3–2 (0–1, 2–1, 1–0) | Törökország | Téli Sportpalota, Szófia Nézőszám: 75 |

| Jegyzőkönyv | Jegyzőkönyv    | Jegyzőkönyv                          | Jegyzőkönyv  | Jegyzőkönyv                                                                |
| --- | -------------- | ------------------------------------ | ------------ | -------------------------------------------------------------------------- |
| | Ivan Starostin | Kapusok                              | Tolga Bozacı | Játékvezető: Kenneth Nielsen Vonalbírók: Frederik Andersen Lodewijk Beelen |
| \| \| 0–1 \| 03:36 – Karadağ (Odabaş, Demirdelen) \| \| \| 0–2 \| 29:49 – Demirdelen \| \| Karelin (Obolgogiani) – 31:33 \| 1–2 \| \| \| Karelin (Obolgogiani) – 33:34 \| 2–2 \| \| \| Karelin (Obolgogiani, Kireev) – 44:18 \| 3–2 \| \| |                |                                      |              | Játékvezető: Kenneth Nielsen Vonalbírók: Frederik Andersen Lodewijk Beelen |
| 10 perc | Büntetések     | 10 perc                              |              | Játékvezető: Kenneth Nielsen Vonalbírók: Frederik Andersen Lodewijk Beelen |
| 25 | Lövések        | 19                                   |              | Játékvezető: Kenneth Nielsen Vonalbírók: Frederik Andersen Lodewijk Beelen |
| | 0–1            | 03:36 – Karadağ (Odabaş, Demirdelen) |              | Játékvezető: Kenneth Nielsen Vonalbírók: Frederik Andersen Lodewijk Beelen |
| | 0–2            | 29:49 – Demirdelen                   |              | Játékvezető: Kenneth Nielsen Vonalbírók: Frederik Andersen Lodewijk Beelen |
| Karelin (Obolgogiani) – 31:33 | 1–2            |                                      |              | Játékvezető: Kenneth Nielsen Vonalbírók: Frederik Andersen Lodewijk Beelen |
| Karelin (Obolgogiani) – 33:34 | 2–2            |                                      |              |                                                                            |
| Karelin (Obolgogiani, Kireev) – 44:18 | 3–2            |                                      |              |                                                                            |

| 2024. április 25. 16:30 | Belgium | 8–1 (3–1, 3–0, 2–0) | Tajvan | Téli Sportpalota, Szófia Nézőszám: 76 |

| Jegyzőkönyv | Jegyzőkönyv      | Jegyzőkönyv                         | Jegyzőkönyv    | Jegyzőkönyv                                                                |
| --- | ---------------- | ----------------------------------- | -------------- | -------------------------------------------------------------------------- |
| | Ignace Van Noten | Kapusok                             | Kuei Fu-hsiang | Játékvezető: Filip Metzinger Vonalbírók: Martin Boyadjiev Maxmillian Gatol |
| \| Steyaert (Verelst) – 00:48 \| 1–0 \| \| \| Verelst (De Crook, Piccart) – 03:17 \| 2–0 \| \| \| \| 2–1 \| 07:39 – Shen Y. (Wen, Lin Yo.) (PP) \| \| Coolen (Gentri, Gyesgreghs) – 16:21 \| 3–1 \| \| \| De Crook (Verelst, Steyaert) – 21:05 \| 4–1 \| \| \| Henry (Ziarny) – 21:37 \| 5–1 \| \| \| De Smet (Henry, Van Espen) – 29:05 \| 6–1 \| \| \| Steyaert (De Crook, Henry) (PP) – 46:01 \| 7–1 \| \| \| Steyaert (Verelst, De Crook) – 55:21 \| 8–1 \| \| |                  |                                     |                | Játékvezető: Filip Metzinger Vonalbírók: Martin Boyadjiev Maxmillian Gatol |
| 2 perc | Büntetések       | 6 perc                              |                | Játékvezető: Filip Metzinger Vonalbírók: Martin Boyadjiev Maxmillian Gatol |
| 40 | Lövések          | 11                                  |                | Játékvezető: Filip Metzinger Vonalbírók: Martin Boyadjiev Maxmillian Gatol |
| Steyaert (Verelst) – 00:48 | 1–0              |                                     |                | Játékvezető: Filip Metzinger Vonalbírók: Martin Boyadjiev Maxmillian Gatol |
| Verelst (De Crook, Piccart) – 03:17 | 2–0              |                                     |                | Játékvezető: Filip Metzinger Vonalbírók: Martin Boyadjiev Maxmillian Gatol |
| | 2–1              | 07:39 – Shen Y. (Wen, Lin Yo.) (PP) |                | Játékvezető: Filip Metzinger Vonalbírók: Martin Boyadjiev Maxmillian Gatol |
| Coolen (Gentri, Gyesgreghs) – 16:21 | 3–1              |                                     |                |                                                                            |
| De Crook (Verelst, Steyaert) – 21:05 | 4–1              |                                     |                |                                                                            |
| Henry (Ziarny) – 21:37 | 5–1              |                                     |                |                                                                            |
| De Smet (Henry, Van Espen) – 29:05 | 6–1              |                                     |                |                                                                            |
| Steyaert (De Crook, Henry) (PP) – 46:01 | 7–1              |                                     |                |                                                                            |
| Steyaert (Verelst, De Crook) – 55:21 | 8–1              |                                     |                |                                                                            |

| 2024. április 25. 19:30 | Bulgária | 7–6 (4–2, 2–2, 0–2) (h.u.: 0–0) (sz.: 1–0) | Új-Zéland | Téli Sportpalota, Szófia Nézőszám: 483 |

| Jegyzőkönyv | Jegyzőkönyv      | Jegyzőkönyv                              | Jegyzőkönyv    | Jegyzőkönyv                                                        |
| --- | ---------------- | ---------------------------------------- | -------------- | ------------------------------------------------------------------ |
| | Dimitar Dimitrov | Kapusok                                  | Joel Hasselman | Játékvezető: Alexey Roshchyn Vonalbírók: David Klouček Markus Merk |
| \| Hodulov (Yotov, Vasilev) (PP) – 01:38 \| 1–0 \| \| \| \| 1–1 \| 06:21 – Schneider (McIntosh, Burns) (PP) \| \| Nakov (K. Dikov, Stamenov) (PP) – 10:25 \| 2–1 \| \| \| Yotov (Muhachev) (PP) – 12:53 \| 3–1 \| \| \| \| 3–2 \| 13:28 – Fontaine (Carey, Hayward) \| \| Gatchev (Nakov, Nikolov) – 13:51 \| 4–2 \| \| \| Yotov (Hodulov, Vasilev) (PP) – 20:31 \| 5–2 \| \| \| \| 5–3 \| 24:09 – Amston (McIntosh) \| \| \| 5–4 \| 26:39 – Fontaine (Amston, Schneider) \| \| Hodulov (Tchaliov, V. Dikov) – 29:28 \| 6–4 \| \| \| \| 6–5 \| 44:12 – Amston (Strayer, Schneider) \| \| \| 6–6 \| 59:40 – Amston (Burns, Carey) (EA) \| |                  |                                          |                | Játékvezető: Alexey Roshchyn Vonalbírók: David Klouček Markus Merk |
| 18 perc | Büntetések       | 20 perc                                  |                | Játékvezető: Alexey Roshchyn Vonalbírók: David Klouček Markus Merk |
| 27 | Lövések          | 33                                       |                | Játékvezető: Alexey Roshchyn Vonalbírók: David Klouček Markus Merk |
| Hodulov (Yotov, Vasilev) (PP) – 01:38 | 1–0              |                                          |                | Játékvezető: Alexey Roshchyn Vonalbírók: David Klouček Markus Merk |
| | 1–1              | 06:21 – Schneider (McIntosh, Burns) (PP) |                | Játékvezető: Alexey Roshchyn Vonalbírók: David Klouček Markus Merk |
| Nakov (K. Dikov, Stamenov) (PP) – 10:25 | 2–1              |                                          |                | Játékvezető: Alexey Roshchyn Vonalbírók: David Klouček Markus Merk |
| Yotov (Muhachev) (PP) – 12:53 | 3–1              |                                          |                |                                                                    |
| | 3–2              | 13:28 – Fontaine (Carey, Hayward)        |                |                                                                    |
| Gatchev (Nakov, Nikolov) – 13:51 | 4–2              |                                          |                |                                                                    |
| Yotov (Hodulov, Vasilev) (PP) – 20:31 | 5–2              |                                          |                |                                                                    |
| | 5–3              | 24:09 – Amston (McIntosh)                |                |                                                                    |
| | 5–4              | 26:39 – Fontaine (Amston, Schneider)     |                |                                                                    |
| Hodulov (Tchaliov, V. Dikov) – 29:28 | 6–4              |                                          |                |                                                                    |
| | 6–5              | 44:12 – Amston (Strayer, Schneider)      |                |                                                                    |
| | 6–6              | 59:40 – Amston (Burns, Carey) (EA)       |                |                                                                    |

| 2024. április 27. 13:00 | Új-Zéland | 0–6 (0–1, 0–4, 0–1) | Belgium | Téli Sportpalota, Szófia Nézőszám: 90 |

| Jegyzőkönyv | Jegyzőkönyv        | Jegyzőkönyv                            | Jegyzőkönyv   | Jegyzőkönyv                                                      |
| --- | ------------------ | -------------------------------------- | ------------- | ---------------------------------------------------------------- |
| | Csaba Kercso-Magos | Kapusok                                | Jelle Lievens | Játékvezető: Walker Holton Vonalbírók: David Klouček Markus Merk |
| \| \| 0–1 \| 01:59 – Henry (De Smet) \| \| \| 0–2 \| 25:22 – De Smet (Henry) \| \| \| 0–3 \| 34:02 – De Crook (James, Steyaert) \| \| \| 0–4 \| 37:48 – De Crook (Verelst, Gyesgreghs) \| \| \| 0–5 \| 39:15 – De Smet (Henry, Neven) \| \| \| 0–6 \| 49:51 – Boni (Henry) \| |                    |                                        |               | Játékvezető: Walker Holton Vonalbírók: David Klouček Markus Merk |
| 4 perc | Büntetések         | 2 perc                                 |               | Játékvezető: Walker Holton Vonalbírók: David Klouček Markus Merk |
| 12 | Lövések            | 46                                     |               | Játékvezető: Walker Holton Vonalbírók: David Klouček Markus Merk |
| | 0–1                | 01:59 – Henry (De Smet)                |               | Játékvezető: Walker Holton Vonalbírók: David Klouček Markus Merk |
| | 0–2                | 25:22 – De Smet (Henry)                |               | Játékvezető: Walker Holton Vonalbírók: David Klouček Markus Merk |
| | 0–3                | 34:02 – De Crook (James, Steyaert)     |               | Játékvezető: Walker Holton Vonalbírók: David Klouček Markus Merk |
| | 0–4                | 37:48 – De Crook (Verelst, Gyesgreghs) |               |                                                                  |
| | 0–5                | 39:15 – De Smet (Henry, Neven)         |               |                                                                  |
| | 0–6                | 49:51 – Boni (Henry)                   |               |                                                                  |

| 2024. április 27. 16:30 | Törökország | 1–5 (0–0, 1–3, 0–2) | Bulgária | Téli Sportpalota, Szófia Nézőszám: 640 |

| Jegyzőkönyv | Jegyzőkönyv  | Jegyzőkönyv                       | Jegyzőkönyv      | Jegyzőkönyv                                                                |
| --- | ------------ | --------------------------------- | ---------------- | -------------------------------------------------------------------------- |
| | Tolga Bozacı | Kapusok                           | Dimitar Dimitrov | Játékvezető: Kenneth Nielsen Vonalbírók: Frederik Andersen Lodewijk Beelen |
| \| Karakoç (Meydanci) – 22:24 \| 1–0 \| \| \| \| 1–1 \| 26:04 – Dilkov (K. Dikov) \| \| \| 1–2 \| 32:20 – Stamenov \| \| \| 1–3 \| 35:39 – Nikolov (Nakov, Atanasov) \| \| \| 1–4 \| 57:29 – Gatchev (EN) \| \| \| 1–5 \| 59:27 – Vasilev (Muhachev) \| |              |                                   |                  | Játékvezető: Kenneth Nielsen Vonalbírók: Frederik Andersen Lodewijk Beelen |
| 81 perc | Büntetések   | 81 perc                           |                  | Játékvezető: Kenneth Nielsen Vonalbírók: Frederik Andersen Lodewijk Beelen |
| 31 | Lövések      | 28                                |                  | Játékvezető: Kenneth Nielsen Vonalbírók: Frederik Andersen Lodewijk Beelen |
| Karakoç (Meydanci) – 22:24 | 1–0          |                                   |                  | Játékvezető: Kenneth Nielsen Vonalbírók: Frederik Andersen Lodewijk Beelen |
| | 1–1          | 26:04 – Dilkov (K. Dikov)         |                  | Játékvezető: Kenneth Nielsen Vonalbírók: Frederik Andersen Lodewijk Beelen |
| | 1–2          | 32:20 – Stamenov                  |                  | Játékvezető: Kenneth Nielsen Vonalbírók: Frederik Andersen Lodewijk Beelen |
| | 1–3          | 35:39 – Nikolov (Nakov, Atanasov) |                  |                                                                            |
| | 1–4          | 57:29 – Gatchev (EN)              |                  |                                                                            |
| | 1–5          | 59:27 – Vasilev (Muhachev)        |                  |                                                                            |

| 2024. április 27. 20:00 | Tajvan | 4–6 (1–2, 2–1, 1–3) | Grúzia | Téli Sportpalota, Szófia Nézőszám: 104 |

| Jegyzőkönyv | Jegyzőkönyv | Jegyzőkönyv                     | Jegyzőkönyv                    | Jegyzőkönyv                                                                     |
| --- | ----------- | ------------------------------- | ------------------------------ | ------------------------------------------------------------------------------- |
| | Hsiao Po-yu | Kapusok                         | Mikhail Fofanov Ivan Starostin | Játékvezető: Filip Metzinger Vonalbírók: Martin Boyadjiev Maarten van den Acker |
| \| \| 0–1 \| 01:22 – Kozyulin (Bukiya) \| \| Wen (Chen K., Shen Y.) – 05:08 \| 1–1 \| \| \| \| 1–2 \| 08:51 – Karelin (Ermoshenko) \| \| \| 1–3 \| 22:21 – Shvetsov \| \| Lin H. – 25:49 \| 2–3 \| \| \| Lin Yo. (Wen) (PP) – 26:07 \| 3–3 \| \| \| \| 3–4 \| 40:54 – Karelin (Kurbatov) (PP) \| \| \| 3–5 \| 41:59 – Bukiya (Kochkin) \| \| Peng – 51:42 \| 4–5 \| \| \| \| 4–6 \| 56:03 – Bukiya (Kochkin) \| |             |                                 |                                | Játékvezető: Filip Metzinger Vonalbírók: Martin Boyadjiev Maarten van den Acker |
| 8 perc | Büntetések  | 2 perc                          |                                | Játékvezető: Filip Metzinger Vonalbírók: Martin Boyadjiev Maarten van den Acker |
| 19 | Lövések     | 46                              |                                | Játékvezető: Filip Metzinger Vonalbírók: Martin Boyadjiev Maarten van den Acker |
| | 0–1         | 01:22 – Kozyulin (Bukiya)       |                                | Játékvezető: Filip Metzinger Vonalbírók: Martin Boyadjiev Maarten van den Acker |
| Wen (Chen K., Shen Y.) – 05:08 | 1–1         |                                 |                                | Játékvezető: Filip Metzinger Vonalbírók: Martin Boyadjiev Maarten van den Acker |
| | 1–2         | 08:51 – Karelin (Ermoshenko)    |                                | Játékvezető: Filip Metzinger Vonalbírók: Martin Boyadjiev Maarten van den Acker |
| | 1–3         | 22:21 – Shvetsov                |                                |                                                                                 |
| Lin H. – 25:49 | 2–3         |                                 |                                |                                                                                 |
| Lin Yo. (Wen) (PP) – 26:07 | 3–3         |                                 |                                |                                                                                 |
| | 3–4         | 40:54 – Karelin (Kurbatov) (PP) |                                |                                                                                 |
| | 3–5         | 41:59 – Bukiya (Kochkin)        |                                |                                                                                 |
| Peng – 51:42 | 4–5         |                                 |                                |                                                                                 |
| | 4–6         | 56:03 – Bukiya (Kochkin)        |                                |                                                                                 |

| 2024. április 28. 13:00 | Új-Zéland | 5–2 (2–0, 1–1, 2–1) | Törökország | Téli Sportpalota, Szófia Nézőszám: 77 |

| Jegyzőkönyv | Jegyzőkönyv        | Jegyzőkönyv                                 | Jegyzőkönyv  | Jegyzőkönyv                                                                    |
| --- | ------------------ | ------------------------------------------- | ------------ | ------------------------------------------------------------------------------ |
| | Csaba Kercso-Magos | Kapusok                                     | Tolga Bozacı | Játékvezető: Kenneth Nielsen Vonalbírók: Lodewijk Beelen Maarten van den Acker |
| \| Fontaine (Harrison, Burns) – 10:23 \| 1–0 \| \| \| Fontaine (Schneider, Carey) – 10:56 \| 2–0 \| \| \| Attwell (SH) – 33:22 \| 3–0 \| \| \| \| 3–1 \| 38:06 – Y. Karş (E. Faner, Demirdelen) (PP) \| \| Fontaine (Schneider) (EA) – 44:26 \| 4–1 \| \| \| Strayer (Harrison, McIntosh) (PP) – 52:49 \| 5–1 \| \| \| \| 5–2 \| 55:55 – Karadağ (Bingöl, Demirdelen) (PP) \| |                    |                                             |              | Játékvezető: Kenneth Nielsen Vonalbírók: Lodewijk Beelen Maarten van den Acker |
| 35 perc | Büntetések         | 6 perc                                      |              | Játékvezető: Kenneth Nielsen Vonalbírók: Lodewijk Beelen Maarten van den Acker |
| 12 | Lövések            | 28                                          |              | Játékvezető: Kenneth Nielsen Vonalbírók: Lodewijk Beelen Maarten van den Acker |
| Fontaine (Harrison, Burns) – 10:23 | 1–0                |                                             |              | Játékvezető: Kenneth Nielsen Vonalbírók: Lodewijk Beelen Maarten van den Acker |
| Fontaine (Schneider, Carey) – 10:56 | 2–0                |                                             |              | Játékvezető: Kenneth Nielsen Vonalbírók: Lodewijk Beelen Maarten van den Acker |
| Attwell (SH) – 33:22 | 3–0                |                                             |              | Játékvezető: Kenneth Nielsen Vonalbírók: Lodewijk Beelen Maarten van den Acker |
| | 3–1                | 38:06 – Y. Karş (E. Faner, Demirdelen) (PP) |              |                                                                                |
| Fontaine (Schneider) (EA) – 44:26 | 4–1                |                                             |              |                                                                                |
| Strayer (Harrison, McIntosh) (PP) – 52:49 | 5–1                |                                             |              |                                                                                |
| | 5–2                | 55:55 – Karadağ (Bingöl, Demirdelen) (PP)   |              |                                                                                |

| 2024. április 28. 16:30 | Bulgária | 3–4 (1–0, 1–3, 1–1) | Tajvan | Téli Sportpalota, Szófia Nézőszám: 350 |

| Jegyzőkönyv | Jegyzőkönyv         | Jegyzőkönyv           | Jegyzőkönyv | Jegyzőkönyv                                                                 |
| --- | ------------------- | --------------------- | ----------- | --------------------------------------------------------------------------- |
| | Andrea Karabadjakov | Kapusok               | Hsiao Po-yu | Játékvezető: Alexey Roshchyn Vonalbírók: Frederik Andersen Maxmillian Gatol |
| \| V. Dikov (Muhachev) – 11:48 \| 1–0 \| \| \| \| 1–1 \| 22:15 – Chen K. (Pan) \| \| Nakov (Gatchev, Hodulov) (PP) – 34:46 \| 2–1 \| \| \| \| 2–2 \| 36:53 – Lin H. (Sang) \| \| \| 2–3 \| 37:42 – Lin Yo. (Pan) \| \| \| 2–4 \| 58:51 – Wen (EN) \| \| Iskrenov (K. Dikov, Hodulov) (EA) – 59:30 \| 3–4 \| \| |                     |                       |             | Játékvezető: Alexey Roshchyn Vonalbírók: Frederik Andersen Maxmillian Gatol |
| 8 perc | Büntetések          | 4 perc                |             | Játékvezető: Alexey Roshchyn Vonalbírók: Frederik Andersen Maxmillian Gatol |
| 36 | Lövések             | 38                    |             | Játékvezető: Alexey Roshchyn Vonalbírók: Frederik Andersen Maxmillian Gatol |
| V. Dikov (Muhachev) – 11:48 | 1–0                 |                       |             | Játékvezető: Alexey Roshchyn Vonalbírók: Frederik Andersen Maxmillian Gatol |
| | 1–1                 | 22:15 – Chen K. (Pan) |             | Játékvezető: Alexey Roshchyn Vonalbírók: Frederik Andersen Maxmillian Gatol |
| Nakov (Gatchev, Hodulov) (PP) – 34:46 | 2–1                 |                       |             | Játékvezető: Alexey Roshchyn Vonalbírók: Frederik Andersen Maxmillian Gatol |
| | 2–2                 | 36:53 – Lin H. (Sang) |             |                                                                             |
| | 2–3                 | 37:42 – Lin Yo. (Pan) |             |                                                                             |
| | 2–4                 | 58:51 – Wen (EN)      |             |                                                                             |
| Iskrenov (K. Dikov, Hodulov) (EA) – 59:30 | 3–4                 |                       |             |                                                                             |

| 2024. április 28. 20:00 | Grúzia | 2–4 (2–1, 0–2, 0–1) | Belgium | Téli Sportpalota, Szófia Nézőszám: 86 |

| Jegyzőkönyv | Jegyzőkönyv    | Jegyzőkönyv                                 | Jegyzőkönyv   | Jegyzőkönyv                                                      |
| --- | -------------- | ------------------------------------------- | ------------- | ---------------------------------------------------------------- |
| | Ivan Starostin | Kapusok                                     | Jelle Lievens | Játékvezető: Walker Holton Vonalbírók: David Klouček Markus Merk |
| \| Obolgogiani (Ermoshenko) (PP) – 07:59 \| 1–0 \| \| \| Shvetsov (Marov) – 08:28 \| 2–0 \| \| \| \| 2–1 \| 17:36 – Van Espen \| \| \| 2–2 \| 34:17 – Gyesgreghs (De Crook, Verelst) (PP) \| \| \| 2–3 \| 34:45 – Gyesgreghs (De Crook, Verelst) \| \| \| 2–4 \| 57:53 – De Crook (Verelst) \| |                |                                             |               | Játékvezető: Walker Holton Vonalbírók: David Klouček Markus Merk |
| 8 perc | Büntetések     | 6 perc                                      |               | Játékvezető: Walker Holton Vonalbírók: David Klouček Markus Merk |
| 15 | Lövések        | 32                                          |               | Játékvezető: Walker Holton Vonalbírók: David Klouček Markus Merk |
| Obolgogiani (Ermoshenko) (PP) – 07:59 | 1–0            |                                             |               | Játékvezető: Walker Holton Vonalbírók: David Klouček Markus Merk |
| Shvetsov (Marov) – 08:28 | 2–0            |                                             |               | Játékvezető: Walker Holton Vonalbírók: David Klouček Markus Merk |
| | 2–1            | 17:36 – Van Espen                           |               | Játékvezető: Walker Holton Vonalbírók: David Klouček Markus Merk |
| | 2–2            | 34:17 – Gyesgreghs (De Crook, Verelst) (PP) |               |                                                                  |
| | 2–3            | 34:45 – Gyesgreghs (De Crook, Verelst)      |               |                                                                  |
| | 2–4            | 57:53 – De Crook (Verelst)                  |               |                                                                  |